# Хьельм, Титус
Титус Хьельм (фин. Titus Hjelm; род. 16 октября 1974, Хельсинки) — доктор богословия, лектор и музыкант из Хельсинки, Финляндия.

## Академическая деятельность
Титус Хьельм изучал богословие, историю и социологию в Хельсинкском университете. В настоящее время является доктором богословия и преподавателем финской культуры и общества в Университетском Колледже Лондона, где он преподает культуру, социальные науки и ведет литературные курсы. Имеет несколько опубликованных книг о перспективах массовой культуры и социальных отношениях к религии.

## Избранные публикации
- Религия и социальные проблемы (2010)
- Перспективы социального конструктивизма (2010)

## Музыка
Хьельм наиболее известен как бас-гитарист в финской пауэр-метал группе Thunderstone, которая была образована в 2001 году. Ранее он играл в Brainshells и Antidote.

## Дискография
- Thunderstone, Thunderstone (2002)
- The Burning, Thunderstone (2004)
- Tools of Destruction, Thunderstone (2005)
- Evolution 4.0, Thunderstone (2007)
- Dirt Metal, Thunderstone (2009)